# Wesmaelius obscuratus
Wesmaelius obscuratus är en insektsart som först beskrevs av Navás 1936.  Wesmaelius obscuratus ingår i släktet Wesmaelius och familjen florsländor. Inga underarter finns listade i Catalogue of Life.